# YOU (雜誌)

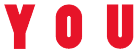
YOU杂志的LOGO

《YOU》是曾由集英社發行的日本女性漫畫雜誌，1980年創刊，於2011年改名為《月刊YOU》，2018年10月15日發行11月號後停刊，結束其38年歷史。多部連載漫畫曾獲改編為電視劇，包括《實習醫生菜菜子》《極道鮮師》《鋼之女》《小汪刑事》《神奈小姐》《明日香工高進行曲》等等。